# Produit tensoriel d'algèbres
En mathématique, le produit tensoriel de deux algèbres est une nouvelle algèbre.

## Définition
Soit {\displaystyle R} un anneau commutatif. Soient {\displaystyle A,B} deux {\displaystyle R}-algèbres (non nécessairement commutatives). Leur structure de {\displaystyle R}-algèbres est donnée par deux morphismes
{\displaystyle \varphi _{A}:R\rightarrow A} et {\displaystyle \varphi _{B}:R\rightarrow B}.
On peut les considérer comme des {\displaystyle R}-modules et construire le produit tensoriel {\displaystyle A\otimes _{R}B}. Lorsque {\displaystyle A} et {\displaystyle B} commutent à {\displaystyle R}, c'est-à-dire lorsque pour tout {\displaystyle (r,a,b)\in R\times A\times B}, on a {\displaystyle \varphi _{A}(r)a=a\varphi _{A}(r)} et {\displaystyle \varphi _{B}(r)b=b\varphi _{B}(r)}, on montre qu'il existe une loi de composition interne sur ce produit tensoriel uniquement déterminée par la règle
{\displaystyle (a_{1}\otimes b_{1}).(a_{2}\otimes b_{2})=(a_{1}a_{2})\otimes (b_{1}b_{2})}.
pour tous {\displaystyle a_{1},a_{2}\in A} et {\displaystyle b_{1},b_{2}\in B}. La structure de {\displaystyle R}-module plus cette loi de composition interne fait de {\displaystyle A\otimes _{R}B} une {\displaystyle R}-algèbre.
Il existe des homomorphismes de {\displaystyle R}-algèbres canoniques {\displaystyle A\to A\otimes _{R}B}, {\displaystyle B\to A\otimes _{R}B} définis respectivement par {\displaystyle a\mapsto a\otimes 1} et {\displaystyle b\mapsto 1\otimes b}.
Ce produit tensoriel possède de plus une structure de {\displaystyle A}-algèbre à gauche lorsque {\displaystyle A} est commutatif, et une structure de {\displaystyle B}-algèbre à droite lorsque {\displaystyle B} est commutatif.

Exemples:
- Produit tensoriel d'algèbres de matrices

- Produit tensoriel d'algèbres centrales simples

- {\displaystyle R[T_{1},\ldots ,T_{n}]\otimes _{R}B=B[T_{1},\ldots ,T_{n}]}.

## Propriété universelle
Lorsque {\displaystyle A} et {\displaystyle B} sont commutatifs, le produit tensoriel {\displaystyle A\otimes _{R}B} est leur somme catégorielle dans la catégorie des {\displaystyle R}-algèbres commutatives:
Si {\displaystyle \phi :A\to C} et {\displaystyle \psi :B\to C} sont des homomorphismes de {\displaystyle R}-algèbres commutatives, alors il existe un unique homomorphisme de {\displaystyle R}-algèbres {\displaystyle \rho :A\otimes _{R}B\to C} tel que {\displaystyle \rho (a\otimes 1)=\phi (a)} et {\displaystyle \rho (1\otimes b)=\psi (b)} pour tous {\displaystyle a\in A,b\in B}.
En géométrie algébrique, cette propriété universelle permet de définir le produit fibré de deux schémas affines au-dessus d'un même schéma affine.